# Улица Герасимова (Владикавказ)
Улица Герасимова — улица во Владикавказа, Северная Осетия, Россия. Находится в Промышленном муниципальном округе между улицами Чкалова и Чапаева. Начинается от улицы Чкалова.
Улицу Герасимова пересекают улицы Олега Кошевого и Курская.
Улица названа именем лейтенанта Юрия Дмитриевича Герасимова, спасшего утопающих детей и погибшего при их спасении.
Улица сформировалась во второй половине XIX века. Впервые отмечена как «Улица 2-я Новая» на плане города Владикавказа «Карты Кавказского края», которая издавалась в 60-70-е годы XX столетия. В 1891 году отмечена в списке улиц города Владикавказа как «Хумалагская улица». Носила наименование села в Правобережном районе Северной Осетии. Упоминается под этим же названием в Перечне улиц, площадей и переулков от
1925 года.
4 марта 1967 года Исполком Орджоникидзевского Городского совета трудящихся депутатов, «учитывая мужество и самопожертвование офицера Советской армии Юрия Дмитриевича Герасимова при спасении детей», переименовал Хумалагскую улицу в улицу Герасимова.